# رابرت بوید

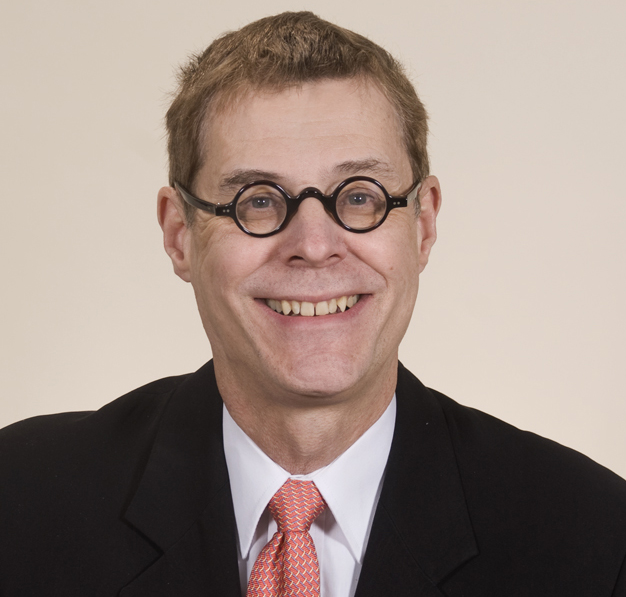
رابرت بوید

رابرت بوید (به انگلیسی: Robert W. Boyd) یک فیزیکدان آمریکایی است که به خاطر کارهایی که در اپتیک کرده مخصوصاً اپتیک غیرخطی کوانتومی مشهور است. او هم‌اکنون در دانشگاه اتاوا مشغول فعالیت است.

## زندگی‌نامه
او در نیویورک به دنیا آمد و کارشناسی خود در مؤسسه فناوری ماساچوست خواند و دکترای تخصصی خود را از دانشگاه کالیفرنیا در برکلی گرفت. تز دکترای او دربارهٔ نحوه ردیابی اشعع مادون قرمز برای نجوم بوده است. او در ۱۹۷۷ به دانشگاه روچستر ملحق شد و در سال ۲۰۱۰ استاد اپتیک غیرخطی کوانتومی دانشگاه اتاوا شد. زمینه‌های کاری او عبارتند از انتشار نور سریع و نور آهسته، تصویربرداری کوانتومی، اندرکنش اپتیکی غیرخطی و مطالعه خواص اپتیکی غیرخطی مواد. پروفسور بوید دو کتاب، ۳۰۰ مقاله و پنج ثبت اختراع دارد. او عضو انجمن فیزیک آمریکا، جامعه اپتیک آمریکا و مؤسسه مهندسان برق و الکترونیک است. او عضو هیئت دبیره مجله physical review letter و مجلهٔ ساینس بوده است. او دارای شناسه اچ ۶۰ می‌باشد.

## تحقیقات

### نور سریع و آهسته
او مشارکت‌های زیادی در زمینه‌ای علمی که با نام نور سریع و آهسته شناخته می‌شود داشته است. پس از این که در سال دو هزار در این زمینه کارهایی انجام گرفت او فهمید که می‌توان آثار نور سریع را در جامدات در دمای اتاق ایجاد کرد. کارهای او در این زمینه منجر به ایجاد پدیده‌ای جالب به نام انتشار نور به عقب شد (backward light propagation).

### تصویربرداری کوانتومی
این زمینه از علم با استفاده از خواص کوانتومی نور، تصویری از اجسام برمی‌دارد که حساسیت و رزولوشن آن بیشتر از عکس‌هایی است که با نور معمولی از آن عکس برداری شده است.

### مبانی اپتیک غیرخطی
او مشارکت‌هایی در رشد اپتیک غیرخطی داشته است. احتمالاً بزرگ‌ترین مشارکت او در این زمینه کتابی بوده است که تحت عنوان اپتیک غیرخطی نوشته است. این کتاب به تکست استاندارد در این زمینه در دانشگاه‌ها تبدیل شده است و ۱۲ هزار نسخه فروش داشته است.

## کتاب‌ها
- ناپایداری‌های اپتیکی
- اپتیک غیرخطی
- اپتیک غیرخطی معاصر
- رادیومتری و ردیابی تشعشعات اپتیکی